# Torch Network
La Red Antorcha (Torch Network en sus siglas en ingles), también conocido como la Linterna Antorcha Antifa, es una red descentralizada de actores políticos izquierdos en los Estados Unidos y Canadá. La Red es una continuación de la Red de Acción Antirracista (RAA), fundado a finales de los 80´s y rebautizado en 2013. La mayoría de miembros asociaron con la red se adhieren al anarquismo, pero también algunos militantes  Trotskistas y Maoístas.

## Historia

### Trasfondo
La red emergió como Acción Antirracista, formado en 1987.

### 2013 en adelante: Red de Antorchas
En un post en su sitio web oficial en 2013, Acción Antirracista publicó un comunicado donde mencionaban esta evolución, declarando: " Todavía estamos al acecho. Seguiremos exponiendo, confrontando y actuando.. cuidado Fascistas...  Somos la ANTORCHA! ." Declararon que esto no fue una escisión, fue un intento de tratar de adaptarse a las realidades  de la edad digital y confrontar al fascismo con diferentes tácticas . La Red de Antorcha organizó su primera Conferencia en 2014 en la ciudad de Chicago. Fue atendido por miembros del grupo de Chicago de Philly Antifa (la filial de la organización en Filadelfia, Anti-Acción Racista Atenas Central, Milwaukee Antifa y el Hoosier del Movimiento Antirracista otras organizaciones de Los Ángeles La junta fue elaborada por la Alianza Anarquista Primero de Mayo de Chicago y la Federación Anarquista. Los dos primeros expositores en el evento fueron: Matthew Nemiroff Lyons y Michael Staudenmaier. El concepto de una "lucha de tres maneras" desarrollada por Lyons, un autor oriundo en Filadelfia quién anteriormente escribió el libro Right-Wing Populism in America: Too Close for Comfort  (del año 2000) acompañado de  Chip Berlet,fue dibujado por activistas de TN, narrando y describiendo el contexto de su lucha. La tesis de Lyons menciona es que  hay una lucha de tres maneras entre capitalismo global (democracia conservadora y liberal), contra militantes de derecha yuna izquierda revolucionaria y que los antifascistas deben oponerse a los dos primeros, mientras se enfrentan a las complejidades de la dinámica entre los tres (aadvirtiendo contra una alianza entre el establishment y la izquierda y también contra una alianza rojo-marrón sobre temas como Israel y la antiglobalización.
En el período previo a las elecciones en los Estados Unidos de 2016 y después de la elección de Donald Trump a la presidencia de Estados Unidos, hubo un mayor crecimiento tanto en los grupos de extrema derecha como de extrema izquierda. Esto se manifestó también en una explosión del número de grupos antifa. Un gran número de estas células se desarrollaron fuera de la red Torch Network; sin embargo, algunos de estos grupos estaban afiliados oficialmente, como Antifa de Sacramento.
Miembros de Antifa en Sacramento se encontraban entre los cientos de antifascistas que atacaron un mitin organizado por el Partido Tradicionalista de los Trabajadores, un grupo neonazi, participante en los disturbios que tuvieron lugar en Sacramento el 6 de junio, en el que entre cinco y siete personas fueron apuñaladas. y tres hospitalizados. La Patrulla de Caminos de California declaró que los contramanifestantes fueron la parte instigadora del enfrentamiento.
Otro grupo fundado en 2016 esta vez como célula oficial de Torch Network fueron los "Antifascistas de Atlanta" (una refundación de Acción Antirracista de Atlanta ), Esto fue fundado por Keith Allen Mercer, también conocido como "Iggy",un reconocido activista anarquista y miembro del Comité de Defensa General de Atlanta IWW, junto con Jeremy Galloway y Lily Lago, el grupo se centra principalmente en oponerse a los eventos públicos de la Liga del Sur, un grupo neo-confederado activo en la ciudad.
La popularidad de Antifa entre el público en general aumentó a raíz de las disputas de "libertad de expresión en el campus", particularmente en la Universidad de California en Berkeley en 2017 cuando los republicanos del colegio de Berkeley invitaron dos veces a Milo Yiannopoulos para hablar en la institución como parte de su gira de conferencias "Dangerous Fagot Tour" (Tour del marica peligroso, en español). La Acción Antirracista del Norte de California (NoCARA), parte de la Red Antorcha fue uno de varios grupos involucrados en las protestas de Berkeley de 2017 y chocó en varias ocasiones con miembros de los Proud Boys. La selección de eventos asociados con la figura principal del movimiento "alt-right", Richard B. Spencer por parte de varios grupos como Smash Racism DC ("Aplasta al Racismo" en español, y grupo no afiliado a Torch Antifa) también llevó a un aumento de la violencia entre los grupos de extrema derecha y antifa (incluidos los capítulos de orch) en los Estados Unidos, particularmente con Spencer siendo golpeado en la cabeza en la televisión en vivo en la toma de posesión presidencial de Donald Trump como presidente de los Estados Unidos (esto fue por un  activista anónimo cuya identidad permanecen sin confirmar), lo que llevó "catapulta la cuestión de la violencia antirracista al centro de atención nacional".ref>Bray, 2017, p. 168</ref> Un incidente asociado con este conflicto fueron los disturbios masivos en la Manifestación Unite the Right en agosto de 2017 en Charlottesville, Virginia entre fascistas y activistas Antifa (habiendo varios miembros de la Red en los disturbios).
Varios intelectuales públicos han apoyado los objetivos de The Torch Network y otros grupos antifa. Quizás el más notable es Mark Bray del colegio Dartmouth, una institución de Nuevo Hampshire autor del libro "Antifa: El libro Antifascita" ,que contó con un extensa historia de apoyo al movimiento en los Estados Unidos y más allá, centrándose principalmente en el legado de Acción Antirracista. Bray ha sido conocido como "El Academico de Antifa". Tom Keenan, asociado con Philly Antifa (que a su vez había asistido a las Conferencias Anuales de la Red de la Antorcha como ) fue acusado en 2018 de liderar un asalto contra un grupo de reservistas del Cuerpo de Marines de los Estados Unidos en la periferia de un mitin de extrema derecha. También la ciudad de Portland se ha convertido en el epicentro de violentos enfrentamientos políticos entre antirracistas como Rose City Antifa y grupos de derecha como Patriot Prayer y los Proud Boys. Además de esto, un incidente de agresión registrada en 2019, que involucró al periodista conservador y personalidad de las redes sociales Andy Ngo, el cual culpó a Rose City Antifa del ataque.

## Organización

### Secciones
En su sitio web oficial, la Red Antorcha enumera nueve secciones oficiales actuales como parte de su red. Los capítulos son autónomos, bajo el liderazgo local delegado y cada capítulo se compromete a respetar los "cinco principios" de Torch Antifa. Estos nueve capítulos son Antifa de Sacramento, Antifa del Oeste de Carolina del Norte, Rocky Mountain Antifa (con sede en Denver, Colorado), Rose City Antifa (con sede en Portland, Oregón), Antifascistas de Atlanta, Colectivo de Trabajadores Antifascistas del Noroeste Pacífico (con sede en Oregón y Washington) Antifa Siete Colinas (con sede en Richmond, Virginia),Antifa centro de Texas y Acción Antirracista del Norte de California.
Desde finales de 2017, ha surgido un cruce emergente entre estos grupos y el Industrial Workers of the World, siendo común la asistencia de miembros de estas organizaciones tanto a conferencias como disturbios, como por ejemplo Josh Dukes, también conocido como "Hex",que recibió un disparo en el estómago en un protesta contra Milo Yiannopoulos en Seattle en 2017.

### Conferencias
Desde 2014, los representantes de todos las secciones que pueden viajar al área se reúnen en la  Conferencia Anual de la Red de la Antorcha , que generalmente se lleva a cabo el Día del Trabajo en septiembre. La ubicación de la Conferencia Anual rota entre diferentes capítulos. La conferencia generalmente se lleva a cabo durante dos días, el primer día es un evento privado, solo se permite la participación de grupos directamente afiliados o de confianza cercana. El segundo día, se lleva a cabo una conferencia semipública más abierta a la que se permite asistir a varias personas que se identifican como antifascistas.

## Nota
1. ↑  En 2013, AntiRacistAction.org declaró: "Seguimos al acecho. Seguiremos exponiendo, confrontando y actuando. Fascistas, tengan cuidado... somos TORCH". Torch explicó que el cambio no fue el resultado de "una fractura o cisma que surja de un conflicto interno", y afirmó que el cambio se basó en tácticas y en la confrontación con la era de Internet. Bajo el nuevo nombre, la red siguió defendiendo los "Puntos de Unidad" originales de ARA.[cita requerida] y South Side Chicago ARA organizó la primera Conferencia bajo el nombre de The Torch Network en 2014,[cita requerida] con los demás capítulos de ARA.[cita requerida]